# Wolfgang Schreckenbach
Wolfgang Schreckenbach (* 12. März 1904 in Klitzschen, Kreis Torgau; † 1. März 1986 in Isny im Allgäu) war ein deutscher Schriftsteller.

## Leben
Wolfgang Schreckenbach war Bibliothekar. Er lebte bis in die 1950er Jahre in Leipzig, danach in Solingen-Wald und später in Isny im Allgäu.
Wolfgang Schreckenbach verfasste nach der nationalsozialistischen Machtergreifung 1933 eine Reihe von Bühnenstücken im Sinne der neuen Machthaber, daneben auch Theaterstücke für Kinder. Sein größter Erfolg war der 1936 erschienene historische Roman Die Stedinger, der vom völkischen Standpunkt aus den mittelalterlichen „Stedingerkrieg“ behandelt. Das Buch, von dem auch eine Ausgabe im NSDAP-eigenen Eher-Verlag erschien, wurde bis in den Zweiten Weltkrieg immer wieder neu aufgelegt und erreichte eine Auflage von über 100000 Exemplaren.
Wolfgang Schreckenbach veröffentlichte nach dem Ende des Dritten Reiches offenbar nicht mehr viel; die meisten seiner Werke standen nach 1945 auf den Listen der auszusondernden Literatur der Sowjetischen Besatzungszone und der frühen DDR.

## Werke
- Gedichte. Eigendruck Staatl. Akademie für graphische Künste und Buchgewerbe, Leipzig 1928.
- Das Opfer. Ein Totenweihespiel in 1 Aufz. f. 9. Nov., Volkstrauertag u. nationale Feiern. Glaser, Leipzig 1933.
- Die deutsche Weihenacht. Ein Weihnachts-Spiel. Glaser, Leipzig 1934.
- Der faule Michel. Ein Spiel für Jungvolk, Schule und alle deutschen Kinder. Glaser, Leipzig 1934.
- Mutter und Kind. Spiel in 1 Aufzug. Glaser, Leipzig 1934.
- Sonnenwende – Volkeswende. Ein chorisches Weihespiel nach einer Anregung von Conrad Witzmann. Glaser, Leipzig 1934.
- Der Sprechchor von Blut und Boden. Glaser, Leipzig 1934.
- Der Vielfraß, oder Gemeinnutz geht vor Eigennutz! Ein lustiges Hans-Sachs-Spiel vom bösen Egoismus. Glaser, Leipzig 1934.
- Die Heimkehr. Ein heiteres Bauernspiel in 2 Aufzügen. Glaser, Leipzig 1935.
- Reimspiele und Spielgedichte. Für die deutsche Jugend. Mit einem Anhang: Was spielen wir?. Glaser, Leipzig 1935.
- Rumpelstilzchen. Ein Märchenspiel in 2 Bildern. Glaser, Leipzig 1935.
- Die Heinzelmännchen. Ein Märchenspiel. Glaser, Leipzig 1936.
- Die Stedinger. Das Heldenlied eines Bauernvolkes. Roman. Glaser, Leipzig 1936.
- Die Hexe von Osterhagen. Erzählung. Bühler, Stuttgart 1937.
- Gudrun. Ein Schauspiel in 9 Bildern. Bühler, Stuttgart 1938.
- Ei love you. Parodien. Von Dante Alighieri bis Rainer Maria Rilke. Weltliteratur im Spiegel des Ei. Aus der Eirologie des Eistachiuis Eiermann. Der großen Hervorbringerin EGGA zugeeignet im Eierjahr 1972 in Berlin. Polyphem Handpresse, Berlin 1972.[1]

## Herausgeberschaft
- Die Totenfeier, Leipzig 1935 (herausgegeben zusammen mit Conrad Witzmann)